# ويليام ديمنغ
ويليام إدواردز ديمنغ (1900-1993) (بالإنجليزية W. Edwards Deming) هو مهندس تصنيع أمريكي، حصل على الدكتوراه في الرياضيات والفيزياء. أدرك ديمنغ أن الموظفين هم وحدهم الذين يتحكمون بالفعل في عملية الإنتاج. فقام بطرح نظريته المسماة بدائرة ديمنغ التي بناها على أربعة محاور (خطط – نفذ – افحص – باشر). ونادى بها كوسيلة لتحسين الجودة غير أنه تم تجاهله من قبل قادة الصناعة الأمريكيين وذلك في أوائل الأربعينيات. وهو أستاذ بجامعة نيويورك، سافر لليابان بعد الحرب العالمية الثانية بناءً على طلب الحكومة اليابانية لمساعدة صناعاتها في تحسين الإنتاجية والجودة. وكان ديمنغ – كاختصاصي متمكن ومستشار نابغة - ناجحاً في مهمته لدرجة أن الحكومة اليابانية أنشأت في عام 1951 م جائزة أسمتها باسمه (جائزة ديمنغ) تمنح سنوياً للشركة التي تتميز من حيث الابتكار في برامج إدارة الجودة. وقد عُرف «ديمنغ» بلقب «أبو الجودة» في اليابان. لكن الاعتراف بنبوغه في هذا المجال تأخر كثيراً في بلده (الولايات المتحدة الأمريكية). لقد علم اليابانيين أن الجودة الأعلى تعنى تكلفة أقل. لكن هذه الفكرة لم تكن مدركة آنذاك لدى المديرين الأمريكيين.
لقد كان ديمنغ المولود في أكتوبر 1900 بسيوكس في الولايات المتحدة والمتوفى أيضا بواشنطن بالولايات المتحدة عام 1993 إحصائيا، أستاذا جامعيا، مؤلف، محاضر، واستشاري، وقد اشتهر شهرة واسعة في مجال تطوير الإنتاج خلال الحرب العالمية الثانية، وقد أطلق عليه «أبو الجودة» وذلك لما ساهم به في عالم الجودة والإدارة.
وقد حصل ديمنغ في البداية على بكالوريوس الهندسة الكهربائية ثم اتجه إلى العلوم فحصل على الماجستير والدكتوراه في الرياضيات والفيزياء، ومن خلال عمله في مصنع «هادثورن» للكهرباء في شيكاغو، اكتشف مدى أهمية الرقابة الإحصائية في ضبط جودة العمل والإنتاج، ثم سافر إلى اليابان بعد انتهاء الحرب العالمية الثانية، حيث وضع كل خبراته وطاقاته لإعمار اليابان، مقدما الاستشارات لتطوير الرقابة على الإنتاج والإعمار.. ونتيجة لكل ما بذله من جهود في خدمة البشرية في المجالات الإدارية فهناك العديد من الجوائز العالمية التي تأخذ باسمه في عالم الجودة الشاملة.
منذ عام 1950 تولى ديمنغ مسئولية تعليم الإدارات العليا وكيفية تحسين جودة وتصميم المنتجات وذلك من خلال تطبيق المناهج الإحصائية كتحليل التباين.. ويعد ديمنغ أحد أكثر الشخصيات الغير يابانية التي ساهمت في إعطاء المنتجات اليابانية والتصنيع الياباني جودته وثقله وذلك من خلال مساهماته التي تتسم بالابتكار، ورغم تلك الشهرة التي حظي بها في اليابان إلا انه لم يلق نفس الشعبية في بلده الولايات المتحدة إلا قرابة وفاته.
وديمنغ هو مؤلف كتاب "الخروج من الأزمة" (1982-1986) و"علم الاقتصاد للصناعة والحكومة والتعليم (1993)، وقد عزف الفلوت ودق على الطبول ولحن الموسيقي أثناء حياته. وفي عام 1993 أسس ديمنغ معهده في واشنطن والذي أطلق عليه اسمه، وكان الهدف من هذا المعهد زيادة فهم وتدعيم نظام ديمنغ للمعرفة العميقة من اجل تحقيق والسلم والرخاء.

## انطلاقة ديمنغ في عالم الإدارة والجودة
ويعد عام 1927 عاما ذو أهمية في حياه ديمنغ، إذ تعرف فيه على والتر أيه شيوهارت - مؤسس مفاهيم التحكم الإحصائي في العمليات والأداة التقنية ذات الصلة لبيان التحكم- من خلال الدكتور/ سي أتش كونسمان من وزارة الزراعة الأمريكية، والذي اعتبر بمثابة أحد مصادر الإلهام الأساسية في حياه ديمنغ، ومن هنا بدأ ديمنغ في التحرك نحو تطبيق الأساليب الإحصائية في الإنتاج الصناعي والإدارة، حيث قادت فكرة أسباب التباين الخاص والعام لشيوهارت مباشرة إلى نظرية ديمنغ في الإدارة، فقد رأي ديمنغ إمكانية تطبيق هذه الأفكار ليس فقط في عمليات التصنيع ولكن أيضا في قيادة وإدارة هذه الشركات، وساهمت وجهة النظر الجوهرية المطروحة منه في التأثير الهائل على علم الاقتصاد العالمي بعد عام 1950.
بعد ذلك حرر ديمنغ سلسلة من المحاضرات التي ألقاها شيوهارت في وزارة الزراعة بالولايات المتحدة الأمريكية تحت عنوان المنهج الإحصائي من زاوية مراقبة الجودة، ثم قام بجمعها في كتاب نشر في 1939. وقد كانت أهم الدروس التي أتقنها ديمنغ على يد شيوهارت وأشار إليها في إحدى المقابلات الشخصي هي أنه رغم كون شيوهارت متميزا، إلا أن لديه قدرة خارقة على تصعيب الأمور وقد تعلم ديمنغ كيفية استغلال كل الوسائل والأساليب الممكنة لتسهيل الأفكار على الآخرين.
إضافة لذلك قام ديمنغ بتطوير تقنيات جمع العينات والتي استخدمت لأول مرة في تعداد الولايات المتحدة الأمريكية عام 1940، كما درس تقنيات التحكم في العمليات الإحصائية للعاملين في الإنتاج أثناء الحروب، وطُبقت مناهجه الإحصائية بصورة واسعة أثناء الحرب العالمية الثانية، ولكنها اختفت بعد سنوات قليلة في ظل الطلب الخارجي الهائل على المنتجات الأمريكية النمطية.

## الجودة عند ديمنغ
لقد كانت للجودة عند ديمنغ شقين رئيسيين هما الجودة نفسها والمستهلك، بمعني الحصول على جودة عالية وفي الوقت نفسه تحقيق رغبات المستهلك، كما وضع بعض النقاط حول تعريف الجودة منها مثلا أن الجودة يجب أن تعرف في حدود متطلبات واحتياجات العميل، وان لها أبعاد متعددة لذلك فمن الصعب تعريفها عن طريق ربطها بالمنتجات والخدمات أو في حدود خاصية واحدة، وأن درجة الجودة والقدرة على تقييمها لا يمكن تحديدها في كل الأحوال نظرا لارتباطها الأساسي برغبات المستهلك ومتطلباته في المقام الأول.

## محاور الجودة الرئيسية
كما وضع ديمنغ للجودة خمسة محاور رئيسية متمثلة في:

### أولًا: المبادئ الأربعة عشر لإدارة الجودة
1. وضع هدف دائم يتمثل في تحسين الإنتاج والخدمات.
2. تبني فلسفة جديدة.
3. التوقف عن الاعتماد على التفتيش لتحقيق الجودة والاستعاضة عنها بالأساليب الإحصائية.
4. التخلي عن فلسفة الشراء اعتماداً على السعر فقط.
5. الاستمرار في تحسين العمليات كافة وعلى نحو متواصل.
6. اعتماد الطرق الحديثة في التدريب والتعليم في العمل.
7. تحقيق التوافق بين الإشراف والإدارة.
8. إزالة الخوف من العاملين وجعل أنشطتهم تتجه دوما ً نحو معرفة المشاكل في الأداء وإبلاغ الإدارة المسؤولة عن ذلك دون تردد أو خوف.
9. إزالة الحواجز الموجودة بين الإدارات وتعني كسر الحدود بين الأقسام وجعلهم يعملون سوية بروح الفريق.
10. تقليل الشعارات والمواعظ والنقد.
11. تقليل الإجراءات التي تتطلب تحقيق نتيجة محددة من كل موظف على حدة والتركيز على تكوين سلوك الفريق.
12. إزالة العوائق التي تحرم العاملين من حقهم في التباهي بجودة عملهم.
13. تأسيس البرامج التطويرية بالتعليم والتدريب والتنمية الذاتية لكل فرد.
14. تشجيع الأفراد في العمل والسعي من أجل مواكبة التحسن والتطور المستمرين (أي جعل العاملين في المنظمة يعملون لتحقيق التحول).

### ثانياً: الأمراض السبعة التي تقتل المؤسسات
1. عدم وجود استقرار في الهدف.
2. التركيز على الأرباح قصيرة الأجل والفائدة التي يحصل عليها المساهم.
3. اعتماد تقييم الأداء على التقييم السنوي وعلى الملاحظات والأحكام.
4. كثرة القفزات الوظيفية بين المديرين.
5. الإدارة بالنماذج المعروفة فقط ودون اعتبار للنماذج غير المعروفة.
6. تكاليف العناية الصحية الزائدة.
7. الأعباء القانونية الزائدة.

والمحور الثالث لديمنغ يتحدث عن معوقات الإدارة الستة عشر والتي منها الحلول الافتراضية، ضرورة مطابقة المواصفات، العمل الفردي..
إضافة إلى محوري المناخ الملائم، توافر المعرفة المتعمقة.

## فلسفة ديمنغ في العمل الإداري
أما فلسفة ديمنغ فتكمن في حديثه عن تبني المبادئ الملاءمة في الإدارة، بما يتيح للشركات تحسين الجودة وفي الوقت ذاته تخفيض التكلفة وذلك من خلال إجراء التحسين المستمر والتفكير في الإنتاج على أنه نظام متكامل ليس أجزاء متفرقة.
كما يرى ديمنغ أن تركيز الناس على الجودة بنسبه معينة سيؤدى إلى ارتفاع الجودة، وتخفيض الإنتاج، مع مراعاة إنه عندما يركز الناس بصورة رئيسية على التكاليف فسوف تتجه الجودة إلى التدهور بمرور الوقت. ويقر ديمنغ بأن تطبيق الجودة الشاملة الذي يتحدث عنها لا يمكن أبدا أن تطبق في بيئة عمل يملأها الخوف والرعب وعدم الاستقرار، فحتى تطبق الجودة وتأتي ثمارها فإن الأمر يتطلب شعور الموظفين على كافة المستويات الإدارية بالأمان والاستقرار، كما لا تنجح الجودة إلا عند تطبيقها في مؤسسة لا تقوم على المصالح الفردية بل على الاهتمام بالعمل والنجاح الجماعي.

## تكريم ديمنغ منذ البداية وحتى الوفاة
لقد حصل ديمنغ خلال حياته الطويلة على العديد من الجوائز حتى أن اليابان قامت باستخراج جائزة باسم ديمنغ تكريما له على ما قدمه هناك من أعمال وصلت باليابان إلى الشكل الذي نراه الآن.
فبالإضافة إلى ما حصل عليه ديمنغ خلال تعليمه فقد نال الدكتوراه الفخرية من جامعة ولاية أوريجون، وفي 1987 نال الوسام القومي للتكنولوجيا لمساهماته في تطوير نظرية أخذ العينات والتي نتج عنها تحسين جوده المنتجات الأمريكية وزيادة الطلب عليها، وفي العام التالي لذلك حصل ديمنغ على جائزة «الحياة المهنية المتميزة في العلوم» من الأكاديمية القومية للعلوم.
كما كان لديمنغ العديد من الكتب التي أثرت العمل الإداري بمفاهيم حول الإدارة والجودة كان أخرها ما نشره قبل وفاته بعده أشهر وتحديدا في عام 1993 تحت عنوان «علم الاقتصاد الجديد للصناعة والحكومة والتعليم» والذي ضم نظام المعرفة العميقة والنقاط الأربعة عشرة للإدارة والتي سبق وتحدثنا عنها، كما ضم أيضا العديد من معايير التحكم في الجودة والأداء...
توفي ديمنغ في منزله بالعاصمة واشنطن بالولايات المتحدة في ديسمبر 1993 أثناء نومه، ولا تزال الشركات تطبق ما تحدث عنه من مفاهيم نرى أثرها الظاهر في المنتجات الأمريكية واليابانية الأكثر قيمة، جوده، وطلبا حتى يومنا هذا.

## روابط خارجية
- ويليام ديمنغ على موقع الموسوعة البريطانية (الإنجليزية)
- ويليام ديمنغ على موقع إن إن دي بي (الإنجليزية)